# Paruroctonus maritimus
Espèce
Paruroctonus maritimus est une espèce de scorpions de la famille des Vaejovidae.

## Distribution
Cette espèce est endémique de Californie aux États-Unis. Elle se rencontre dans le comté de Monterey vers Seaside.

## Habitat
Cette espèce se rencontre sur la côte dans des dunes.

## Description
Le mâle holotype mesure 41,0 mm et la femelle paratype 48,0 mm.

## Publication originale
- Williams, 1987 : « A new species of Paruroctonus from coastal California (Scorpiones: Vaejovidae). » Pan-Pacific Entomologist, vol. 63, no 4, p. 329-332 (texte intégral).